# Morgins
Morgins is een (ski)dorp dat deel uitmaakt van de gemeente Troistorrents, gelegen in het district Monthey, kanton Wallis in Zwitserland.
Het dorp ligt tegen de Franse grens, en via een bergpas Pas de Morgins kan het Franse dorpje Châtel bereikt worden. 
Morgins maakt onderdeel uit van het skigebied Portes du Soleil, ligt op een hoogte van 1333 meter en heeft in totaal 650 kilometer aan pistes.
In de winter komen er veel nationale en internationale toeristen naar Morgins. In het dorp bevinden zich 2 skiliften. In de zomer weten ook veel fietsers (mountainbike) dit dorp te vinden, met de lift in het dorp kan men met de fiets omhoog om vervolgens af te dalen per fiets.
De skiërs Didier Défago en Joël Gaspoz, evenals de snowboarder Guillaume Nantermod zijn afkomstig uit Morgins.